# (2767) Takenouchi
(2767) Takenouchi est un astéroïde de la ceinture principale.

## Description
(2767) Takenouchi est un astéroïde de la ceinture principale. Il fut découvert le 30 octobre 1967 à Bergedorf par Luboš Kohoutek. Il présente une orbite caractérisée par un demi-grand axe de 3,02 UA, une excentricité de 0,08 et une inclinaison de 10,9° par rapport à l'écliptique.

## Compléments